# Acronyctodes cautama
Acronyctodes cautama är en fjärilsart som beskrevs av William Schaus 1901. Acronyctodes cautama ingår i släktet Acronyctodes och familjen mätare. Inga underarter finns listade i Catalogue of Life.